# Gerolf Annemans
Gerolf Emma Jozef Annemans (Anversa, 8 novembre 1958) è un politico belga della destra repubblicana.
È membro del Parlamento europeo. Presidente del partito europeo Identità e Democrazia, è stato presidente del partito Vlaams Belang dal 2012 fino al 2014.

## Carriera politica

### Gioventù
Annemans studiò legge presso l'Università di Anversa (UA) e si laureò nel 1982. Durante i suoi anni da studente mostrò già un vero e proprio impegno pubblico. Tenne un seggio nel consiglio della facoltà di legge, nonché i direttivi e i consigli esecutivi dell'UA, fu capo redattore del giornale SW e membro del presidio di Sofia, la gilda degli studenti di legge di Anversa. Nell'anno accademico 1980-1981 Annemans diresse la redazione della rivista studentesca Tegenstroom, la pubblicazione del club di KVHV (Società Cattolica Fiamminga degli Studenti). Contribuì anche a diverse colonne nel settimanale conservatore pro-fiammingo 't Pallieterke, che era destinato a condurre. Tuttavia, Annemans alla fine scelse una carriera in politica.

### Vlaams Blok / Vlaams Belang
Nel 1985 Gerolf Annemans divenne un attivista pubblico del Vlaams Blok (rinominato Vlaams Belang, il 14 novembre 2004), mentre gli venne offerto il posto di primo sostituto nella lista elettorale per il parlamento federale belga nel collegio di Anversa. A partire dal 1987, ebbe un posto in quell'assemblea, e quindi è il parlamentare stabilitosi più a lungo del Vlaams Belang. Fino al 2013 ha presieduto il gruppo di Vlaams Belang. Sotto il suo sguardo il partito è cresciuto da un gruppo a due teste alla terza fazione politica del Belgio, che conta 18 membri (dopo le elezioni parlamentari in Belgio del 2003). Inoltre, Annemans è un membro di lunga data del consiglio comunale di Anversa, un prominente sulla scheda di partito del Vlaams Belang ed ex direttore del dipartimento di ricerca politica del Vlaams Belang.

### Un quarto di secolo di opposizione parlamentare
Annemans è generalmente considerato come un oratore di talento, che spesso s'imbatte in parlamento come oratore più convincente. La sua forza principale è la sua capacità di rivelare le intricate connessioni tra le diverse questioni politiche. Nel suo lavoro parlamentare e nei discorsi che spesso cita ciò che egli chiama "la malattia del Belgio" (l'incapacità ancora dei fiamminghi e dei valloni di pronunciarsi insieme in modo efficiente). Le sue analisi non erano sempre ben accolte dagli altri parlamentari, anche se amici e nemici condividevano un profondo rispetto per la sua tenacia e il suo approccio sereno e umano per questioni delicate. Con il suo tipico stile Annemans guadagnò anche la stima dei leader politici belgi. Tuttavia, quasi non riuscì a trarre beneficio da essa a causa del cosiddetto cordone sanitario (l'accordo non scritto tra tutte le altre parti di non collaborare con il Vlaams Belang, indipendentemente dal numero dei suoi rappresentanti eletti). Il cordone sanitario è visto da Annemans come un problema che riguarda le Fiandre nella sua interezza, perché è stato imposto sulla politica fiamminga da un'alleanza di partiti francofoni e dai loro collaboratori di sinistra fiamminghi. Tuttavia, egli ritiene che questo strumento di minaccia e coercizione non metteranno mai il Vlaams Belang in ginocchio. Annemans ha sempre contestato la tesi secondo cui un voto per il Vlaams Belang è quindi inutile. Il ruolo che si riserva per il suo partito è quello di un partito d'opposizione influente e coerente, in grado di regolare l'amministrazione in caso di necessità. In questo modo il partito può anche funzionare come alternativa al partito moderato fiamminga-regionalista N-VA, che, a suo avviso, è stato interamente assorbito dalla politica di potenza belga. Recentemente, Annemans non si è solo presentato come un membro del movimento fiammingo, ma anche come un vero e proprio repubblicano. In tal modo, egli sostiene la riforma sociale approfondita attraverso l'indipendenza fiamminga, nonché attraverso una profonda trasformazione della UE sulla base del principio di sovranità.

### Membro di commissioni d'indagine e di persecuzione
Nella sua crociata contro ciò che egli diagnostica come la "malattia belga" (in questo senso il groviglio politico-amministrativo facilita l'inefficienza e la corruzione), entra a far parte di diverse commissioni parlamentari per l'indagine di scandali e malversazioni. In tale veste, Annemans partecipò alla Commissione Dutroux (1996), alla commissione d'inchiesta dei "massacri del Brabante" (1996), alla Commissione dell'affare diossina (1999), alla Commissione Sabena (2001) e alle due commissioni riguardanti l'affare Fortis (2009).

### Annemans e la Lijst Dedecker
Dopo le elezioni federali del 10 giugno 2007, Annemans avvertì i suoi sostenitori sul suo blog della sottovalutazione del "fattore Dedecker". Non credeva che l'allora partito di successo Lijst Dedecker (un solo uomo-partito fondato e presieduto da Jean-Marie Dedecker) sarebbe stata una campagna pubblicitaria temporanea come era stato l'ex partito Rossem. Secondo Annemans, Dedecker aveva "rotto il tradizionale monopolio della VB come Robin Hood, la bocca grande e Lucky Luke, che tutti gli altri temono." Inoltre, il re del Belgio Alberto II ricevette Jean-Marie Dedecker per le sue consultazioni dopo le elezioni, e non l'allora presidente del partito VB Frank Vanhecke. In un talk show politico Annemans chiamava un errore escludere la cooperazione con la Lijst Dedecker.

### L'ordinata scissione del Belgio
Nel 2010 Annemans annunciò la pubblicazione di un nuovo libro in cui avrebbe delineato un progetto per la "preparazione attiva dell'indipendenza delle Fiandre". Il punto principale di questo libro, che è stato co-scritto da Steven Utsi e distribuito nel mese di ottobre del 2010, è che i fiamminghi non devono aggrapparsi alle mappe stradali reali per l'indipendenza, ma piuttosto perseguire una strategia aperta. Con il diritto internazionale al loro fianco, le Fiandre possiedono già qualche convincente trionfo per smantellare il Belgio di propria iniziativa. Per i fiamminghi, tutto dipenderà correttamente dalla reazione contro ogni mossa francofona, così come la scelta del momento giusto per uscire dalla federazione belga. Il libro è stato curato per cinque volte, inclusa una traduzione in inglese dal titolo "Dopo il Belgio, la scissione ordinata", ed è stato venduto oltre 6.000 volte, un vero e proprio best seller delle norme fiamminghe. La quarta stampa venne messa fuori legge nel 2012 dal tribunale commerciale di Bruxelles. Il giudice ha stabilito che la pubblicazione avrebbe violato i diritti del provider di telecomunicazioni britannico O2, perché compariva il simbolo chimico dell'ossigeno (logo anche della società) sulla sua copertina. Inoltre, il libro ha ispirato Annemans a concepire due manifesti che hanno dato più profondità alla piattaforma di Vlaams Belang: il manifesto di Hoofdstad su Bruxelles (primavera 2013) e il manifesto d'Europa sull'UE (autunno 2013).

### Ideologista di partito
Con il libro e i manifesti di cui sopra, Annemans confermò il suo status di pioniere ideologico. Egli vede Vlaams Belang come un focolaio di nuovi punti di vista politici, anche come un social d'avanguardia. Queste ambizioni innovative risuonano anche nella sua più recente pubblicazione "1914-2014: Van loopgraven tot Republiek" (1914-2014: Da Trincea a Repubblica). Secondo Annemans, il libro non deve essere considerato come un testamento politico, ma piuttosto come una 'prospettiva d'elicottero' del passato delle Fiandre 'e le sfide che il Vlaams Belang deve affrontare nel XXI secolo. Come direttore del dipartimento di ricerca politica del Vlaams Belang, e poi come presidente del partito, ha portato la responsabilità finale per diversi programmi elettorali, nonché i testi e opuscoli per congressi e convegni ideologici. In totale, Annemans ha scritto dieci libri su questioni repubblicane, etiche e di sicurezza.
Molte volte era stato accusato di essere co-autore dell'ampiamente disprezzato piano dei 70 punti (Belgio) per fermare l'immigrazione, anche se ciò non è corretto. D'altra parte, Annemans ha una visione chiara in materia d'immigrazione e ha sempre insistito sull'importanza di un capitolo sulle migrazioni elaborato nella piattaforma del VB. Tuttavia, i suoi avversari hanno creato l'impressione sbagliata che il Vlaams Blok/Belang tenti ripetutamente di lanciare piani politici sulla base del piano dei 70 punti. In realtà, il piano è stato eliminato dal consiglio del partito molti anni fa.

### Presidente del partito
Il 16 dicembre 2012 Annemans è stato eletto presidente del Vlaams Belang. Successe a Bruno Valkeniers dopo un risultato elettorale non soddisfacente. Il partito aveva perso più di due terzi del suo elettorato nella sua tradizionale roccaforte di Anversa. La presidenza di Annemans venne confermata a scrutinio segreto, a larga maggioranza dal 92% dei membri del partito. Il fresco presidente del VB sostenne una politica di migrazione rigorosa e una revisione della cooperazione UE, ma, soprattutto, ha espresso più che mai la richiesta delle Fiandre indipendenti.
Il 25 maggio 2014 è stato candidato leader del Vlaams Belang per il Parlamento europeo ed è stato eletto come unico eurodeputato del suo partito. Quel giorno il partito ha subito una grave sconfitta, non solo in occasione delle elezioni europee, ma anche nelle elezioni regionali e federali. Già il giorno dopo, Annemans ha annunciato il suo ritiro e le elezioni della presidenza ai primi di ottobre del 2014.

## Vita privata
Gerolf Annemans è sposato e ha tre figli.